# 横田遼
横田 遼（よこた りょう、1983年〈昭和58年〉4月29日 - ）は、日本の俳優、スーツアクター、熱波師。東京都出身。BRATS所属。元ジャパンアクションエンタープライズのメンバー。

## 出演

### テレビドラマ
- サラリーマン金太郎 第1シリーズ（2008年10月10日 - 12月12日、テレビ朝日） - 永井大スタンドイン
- SMAP☆がんばりますっ!!（2009年1月31日、テレビ朝日）
- 悪党〜重犯罪捜査班 第6話（2011年、テレビ朝日） - SP 役
- 幸せになろうよ（2011年、フジテレビ） - 藤木直人吹き替え
- 最後の晩餐 〜刑事・遠野一行と七人の容疑者〜（2011年5月14日、テレビ朝日） - 武藤役の吹き替え
- 戦国★男士（2011年、U局） - 大内一派 役
- 陽はまた昇る 第7話（2011年9月1日、テレビ朝日） - 巡査B 役
- SPEC〜翔〜（2012年4月1日、TBS） - 警備警官 役
- ダブルフェイス 潜入捜査編（2012年10月15日、TBS） - 刑事 役
- SPEC〜零〜（2013年10月23日、TBS）
- 三匹のおっさん（2014年、テレビ東京） - ACTIONクルー
- MOZU Season1〜百舌の叫ぶ夜（2014年、TBS） - 警備員、公安警察 役
- ドラマW MOZU Season2〜幻の翼〜（2014年、WOWOW） - ACTIONクルー / 隊員 役
- 三匹のおっさん2（2015年、テレビ東京） - ACTIONクルー
- ヤメゴク〜ヤクザやめて頂きます〜（2015年、TBS）
- 青天を衝け（2021年、NHK） - 長州兵 役[3]

### 特撮
- スーパー戦隊シリーズ
  - 炎神戦隊ゴーオンジャー（2008年 - 2009年）
  - 侍戦隊シンケンジャー（2009年 - 2010年）
  - 天装戦隊ゴセイジャー（2010年 - 2011年）
  - 海賊戦隊ゴーカイジャー（2011年 - 2012年）
  - 特命戦隊ゴーバスターズ（2012年 - 2013年）
- 仮面ライダーシリーズ
  - 仮面ライダー電王（2007年 - 2008年）
  - 仮面ライダーキバ（2008年 - 2009年）
  - 仮面ライダーディケイド（2009年） - 牛鬼[2]
  - 仮面ライダーG（2009年）
  - 仮面ライダーW（2009年 - 2010年） - テラー・ドーパント[2]
  - 仮面ライダーオーズ/OOO（2010年 - 2011年）
  - 仮面ライダーフォーゼ（2011年 - 2012年） - レオ・ゾディアーツ[2]

### 映画
- ゲゲゲの鬼太郎 千年呪い歌（2008年） - ソ・ジソブ吹き替え
- 20世紀少年
  - 第1章 終わりの始まり（2008年） - ファイヤースタント
  - 最終章 ぼくらの旗（2009年） - 氷の女王一派
- ロストクライム -閃光-（2010年）
- ワイルド7（2011年） - 男B 役
- 宇宙兄弟（2012年） - 岡田将生吹き替え
- BRAVE HEARTS 海猿（2012年） - 潜水士 役
- エイトレンジャー∞（2012年） - ダークの部下 役
- 天地明察（2012年） - 狙撃者 役
- 幕末奇譚 SHINSEN5 〜剣豪降臨〜（2013年）
- サンブンノイチ（2014年） - ボディーガード 役
- スーパー戦隊シリーズ
  - 劇場版 炎神戦隊ゴーオンジャーVSゲキレンジャー（2009年）
  - 侍戦隊シンケンジャー 銀幕版 天下分け目の戦（2009年）
  - 侍戦隊シンケンジャーVSゴーオンジャー 銀幕BANG!!（2010年）
  - ゴーカイジャー ゴセイジャー スーパー戦隊199ヒーロー大決戦（2011年）
  - 海賊戦隊ゴーカイジャー THE MOVIE 空飛ぶ幽霊船（2011年）
  - 海賊戦隊ゴーカイジャーVS宇宙刑事ギャバン THE MOVIE（2012年）
  - 特命戦隊ゴーバスターズ THE MOVIE 東京エネタワーを守れ!（2012年）
- 仮面ライダーシリーズ
  - 劇場版 仮面ライダー電王&キバ クライマックス刑事（2008年）
  - 劇場版 さらば仮面ライダー電王 ファイナル・カウントダウン（2008年）
  - 劇場版 超・仮面ライダー電王&ディケイド NEOジェネレーションズ 鬼ヶ島の戦艦（2009年）
  - 劇場版 仮面ライダーディケイド オールライダー対大ショッカー（2009年） - ガラガランダ[4]
  - 仮面ライダー×仮面ライダー W&ディケイド MOVIE大戦2010（2009年）
  - 仮面ライダー×仮面ライダー×仮面ライダー THE MOVIE 超・電王トリロジー（2010年）
    - EPISODE RED ゼロのスタートウィンクル
    - EPISODE BLUE 派遣イマジンはNEWトラル
    - EPISODE YELLOW お宝DEエンド・パイレーツ

  - 仮面ライダーW FOREVER AtoZ/運命のガイアメモリ（2010年） - メタル・ドーパント、刑事 役
  - オーズ・電王・オールライダー レッツゴー仮面ライダー（2011年） - ショッカー首領
  - 劇場版 仮面ライダーオーズ WONDERFUL 将軍と21のコアメダル（2011年） - 怪人
  - 仮面ライダー×仮面ライダー フォーゼ&オーズ MOVIE大戦MEGA MAX（2011年） - レオ・ゾディアーツ
  - 仮面ライダーフォーゼ THE MOVIE みんなで宇宙キターッ!（2012年） - レオ・ゾディアーツ
- 仮面ライダー×スーパー戦隊 スーパーヒーロー大戦（2012年） - 仮面ライダーディエンド
- セイバー+ゼンカイジャー スーパーヒーロー戦記（2021年）
- はたらく細胞（2024年）

### Vシネマ
- 帰ってきた侍戦隊シンケンジャー 特別幕（2010年）
- 仮面ライダーW RETURNS 仮面ライダーエターナル（2011年）
- 機界戦隊ゼンカイジャーVSキラメイジャーVSセンパイジャー（2022年）
- 爆竜戦隊アバレンジャー 20th 許されざるアバレ（2024年） - アバレブラック[5]

### ネットムービー
- ネット版 オーズ・電王・オールライダー レッツゴー仮面ライダー 〜ガチで探せ！君だけのライダー48〜（2011年）
- ネット版 仮面ライダー×スーパー戦隊 スーパーヒーロー大変 〜犯人はダレだ?!〜（2012年） - モモタロス
- ネット版 仮面ライダーフォーゼ みんなで授業キターッ!（2012年）
- グッドモーニング、眠れる獅子（2022年）
- 忍風戦隊ハリケンジャーwithドンブラザーズ（2022年）

### 舞台
- 滝沢演舞城 '08 命（LOVE）（2008年4月2日 - 27日、新橋演舞場）
- VISUALIVE ペルソナ4（2012年3月15日 - 20日、サンシャイン劇場） - アンサンブル
- 里見八犬伝（2012年11月16日 - 30日、新国立劇場 / NHK大阪ホール） - アンサンブル
- メサイア「白銀ノ章」（2014年1月15日 ‐ 19日、シアターGロッソ） - アンサンブル
- 里見八犬伝（2014年10月31日 - 12月6日、新国立劇場 他） - アンサンブル
- 家庭教師ヒットマンREBORN! the STAGE -vs VARIA part I-（2019年6月14日 - 23日、シアター1010 / 6月27日 - 30日、柏原市民文化会館 リビエールホール） - ゴーラ・モスカ 役[6]
- 「進撃の巨人」-the Musical-（2023年1月7日 - 9日、オリックス劇場 / 1月14日 - 24日、日本青年館ホール） - Blade Attackers[7]
  - ATTACK on TITAN: The Musical（2024年10月11日 - 13日、New York City Center）[8][9]
- 聖剣伝説3 TRIALS of MANA THE STAGE（2025年3月7日 - 16日、サンシャイン劇場 / 4月4日 - 6日、COOL JAPAN PARK OSAKA TTホール）[10]

### イベント
- JAE NAKED LIVE「がんばろう 日本！」（2011年）